# Estación de Amoreiras-Odemira
La Estación Ferroviária de Amoreiras-Odemira, también conocida como Estación de Odemira, y originalmente como Estación de Amoreiras, es una plataforma de la Línea del Sur, que sirve a parroquias de São Martinho das Amoreiras, en el ayuntamiento de Odemira, en Portugal.

## Características
En 2004, la estación presentaba dos vías de circulación. En enero de 2011, continuaba teniendo dos vías de circulación, ambas con 611 metros de longitud; contaba con dos plataformas, teniendo la primera 65 a 30 centímetros de altura y 70 a 58 metros de longitud, y la segunda, 65 centímetros de altura y 70 metros de longitud.

## Historia

### Planificación, construcción e inauguración
Esta plataforma fue inaugurada, junto con el tramo hasta Casével del Ferrocarril del Sur,  el 3 de junio de 1888 El 1 de julio de 1889, fue abierto a la explotación el tramo entre esta estación y Faro.
En 1903, todavía faltaba construir una conexión por carretera entre la Estación y la Villa de Odemira; en 1934, fue aprobada la ejecución de terraplenes y asfaltado, de la carretera que unía la Estación.